# District métropolitain de Walsall
Le district métropolitain de Walsall est un district métropolitain des Midlands de l'Ouest. Il porte le nom de sa principale ville, Walsall, et comprend celles de Aldridge, Brownhills, Darlaston, Streetly et Willenhall.
Le district est créé le 1er avril 1974, par le Local Government Act de 1972. Il est voisin de la ville de Wolverhampton à l'ouest, du district métropolitain de Sandwell au sud, de la ville de Birmingham au sud-est, et par quatre districts du Staffordshire à l'est, au nord et au nord-est. La majeure partie du district est très industrialisée et densément peuplée, à l'exception de territoires au nord et à l'est.

## Crédit d’auteurs
- (en) Cet article est partiellement ou en totalité issu de l’article de Wikipédia en anglais intitulé « Metropolitan Borough of Walsall » (voir la liste des auteurs).